# Filippo Soffici
Filippo Soffici (Firenze, 9 febbraio 1970) è un ex canottiere italiano, fu medaglia di bronzo nel quattro di coppia ai Giochi olimpici di Barcellona 1992.

## Biografia
Nato a Firenze il 9 febbraio 1970 ha svolto attività agonistica di canottaggio dal 1982 al 1993.
Ha fatto parte della Squadra Nazionale di Canottaggio dal 1985 al 1992.
Oltre al bronzo olimpico, seppe conquistare una medaglia d'oro ai Campionati mondiali di canottaggio (1988) e tre medaglie ai Campionati mondiali di canottaggio (1989, 1990 e 1991).
Laureato in Scienze Politiche all'università cesare Alfieri di Firenze, ha svolto attività di consulenza e ottimizzazione aziendale collaborando con importanti gruppi a livello mondiale.
Dal 2009 è direttore Generale del Gruppo Tecnoseal (produttore di anodi di Grosseto).

## Palmarès
| Anno | Manifestazione  | Sede       | Risultato | Gara              | Tempo   |
| ---- | --------------- | ---------- | --------- | ----------------- | ------- |
| 1992 | Giochi olimpici | Barcellona | Bronzo    | Quattro di coppia | 5:47.33 |